# Жъджао
Жъджао е град в провинция Шандун, Източен Китай. Населението му в градската част е 1 143 078 жители, а в по-голямата административна единица включваща града е 2 801 013 жители (2010 г.). Градската му площ е 1507 кв. км, а по-голямата единица е с площ от 5310 кв. км. Намира се в часова зона UTC+8. Телефонният му код е 633. МПС кодът му е 鲁L.